# 姆蘭傑
姆蘭傑是非洲東南部國家馬拉維的城鎮，也是姆蘭傑縣的首府，由南部區負責管轄，毗鄰與莫桑比克接壤的邊境，是該國的茶葉中心，鎮上有醫院、學校、酒店和高爾夫球場，2008年人口20,870。
16°02′S 35°30′E / 16.033°S 35.500°E